# Comté de Hiiu
Pour les articles homonymes, voir Hiiu.
Le comté de Hiiu (en estonien : Hiiu maakond) est l'un des quinze comtés d'Estonie qui correspond essentiellement à l'île de Hiiumaa (Dagö) et aux petites îles qui l'entourent. Son chef-lieu est la ville de Kärdla.

## Géographie

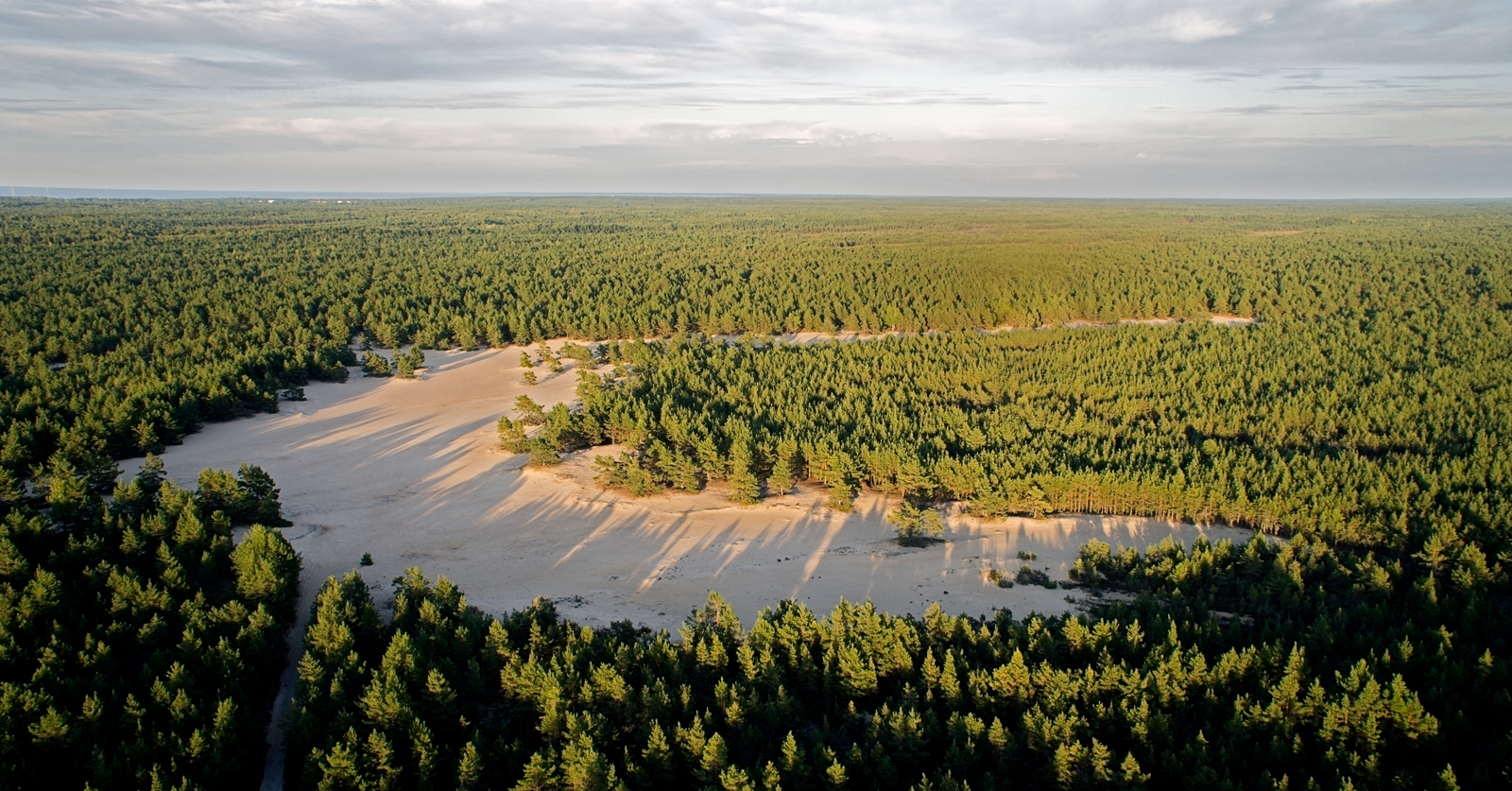
La réserve naturelle Pihla-Kaibaldi, sur l'île de Hiiumaa.

Le comté de Hiiu est situé à l'ouest du pays et comprend Hiiumaa, la deuxième plus grande île d'Estonie, de même que plusieurs îles plus petites aux alentours, la plus grande d'entre elles étant Kassari. Les comtés voisins sont ceux de Lääne à l'est et de Saare au sud.
C'est à la fois le comté le plus petit (1 023 km2) et le moins peuplé du pays (9 984 habitants, moins de 0,8 % de la population estonienne).

## Démographie
La population du comté se décompose de la manière suivante :
- Estoniens : 98,4 % ;
- Russes : 1,0 % ;
- Autres : 0,6 %.

## Subdivisions administratives
Avant 2013, le comté était subdivisé en cinq communes englobant chacune quelques villages.

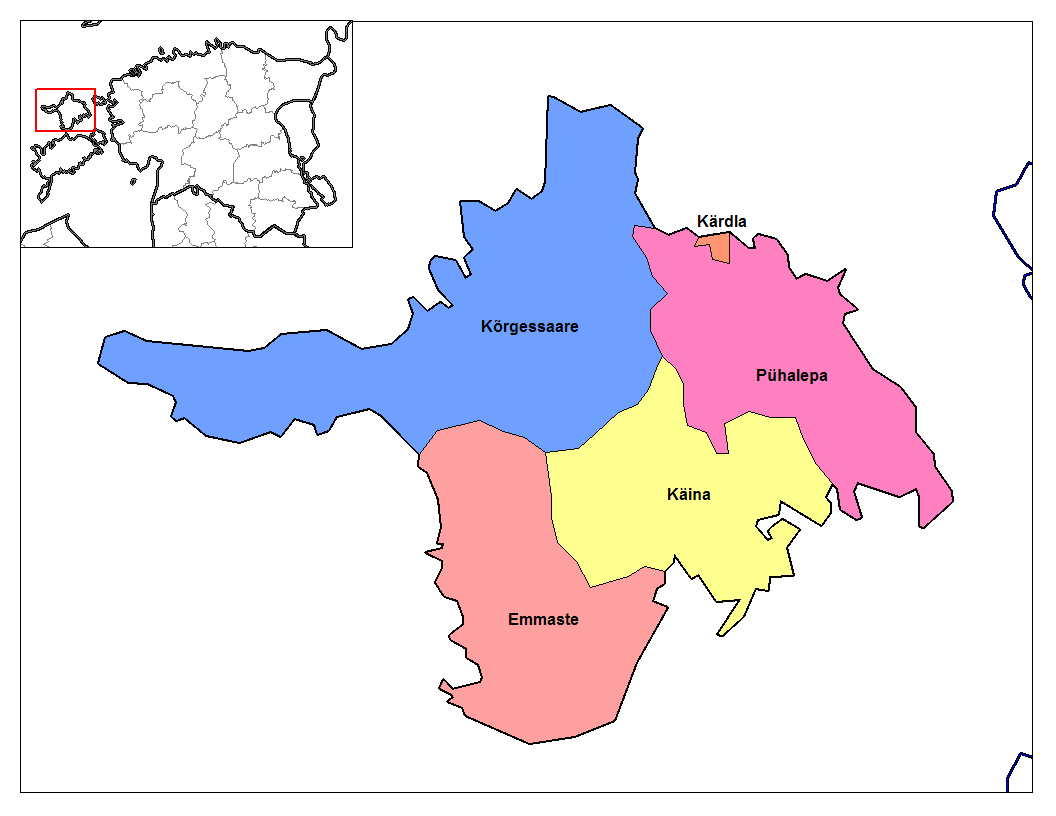
Municipalités du comté de Hiiu avant 2013.

### Commune urbaine (linn)
- Kärdla

### Communes rurales (vallad)
- Emmaste
- Kõrgessaare
- Käina
- Pühalepa

En 2013, les communes de Kärdla et de Kõrgessaare ont fusionné pour donner naissance à celle de Hiiu.
Depuis 2017, il est formé de la seule commune d'Hiiumaa.